# Henri Rivière
Henri Laurent Rivière (Ri-vi-e)(12 tháng 7 năm 1827 - 19 tháng 5 năm 1883) là một sĩ quan hải quân và một nhà văn người Pháp.
Rivière sinh tại Paris. Tháng 10 năm 1842 Rivière học trường École Navale (học viện hải quân Pháp).
Henri Rivière là một nhà báo cho La Liberté cũng như viết bài cho Revue des deux mondes.
Trong quá trình xâm chiếm Bắc Kỳ, quân đội Pháp dưới sự chỉ huy của đại tá hải quân Henri Rivière đã chiếm đóng Hà Nội vào ngày 25 tháng 4 năm 1882. Ngày 27 tháng 3 năm 1883, quân đội do Rivière chỉ huy đã chiếm đóng thành Nam Định. Vào tháng 5 năm 1883, quân Cờ Đen của Lưu Vĩnh Phúc và quân triều đình của Hoàng Kế Viêm đã bao vây Hà Nội. Rivière đã hai lần tìm cách đánh ra vào ngày 16 và ngày 19, kết quả là bị quân Cờ Đen giết chết. Nơi Rivière tử trận nằm trên đất làng Dịch Vọng Trung (thôn Trung) nay là đường Cầu Giấy thuộc phường Dịch Vọng quận Cầu Giấy Hà Nội.
Ông được chôn cất tại Nghĩa trang Montmartre ở Paris.

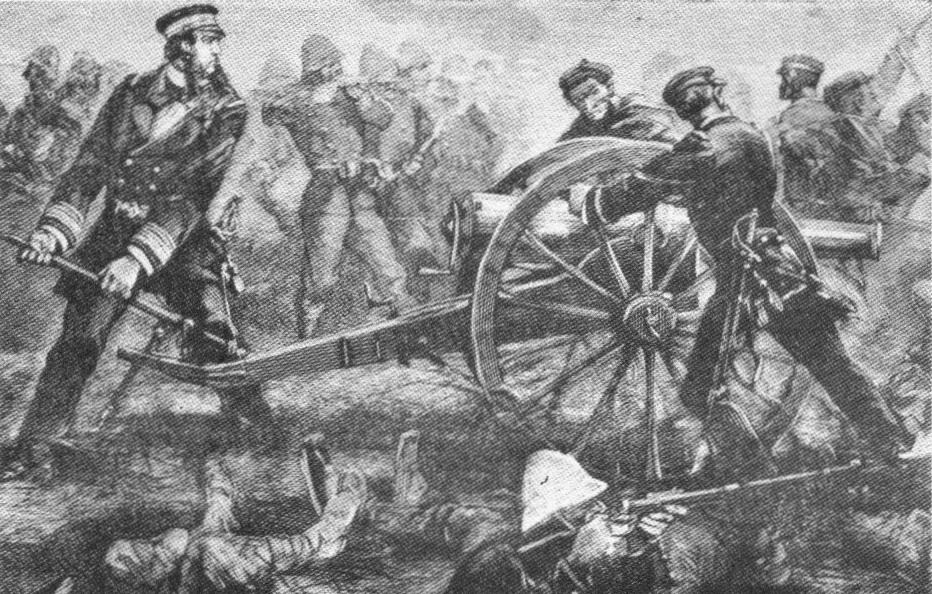
Henri Rivière trong trận Cầu Giấy, 1883